# Oudendijk (Goudswaard)
Oudendijk is een buurtschap in de gemeente Hoeksche Waard in de Nederlandse provincie Zuid-Holland. Het ligt in het westen van de gemeente ongeveer 3 kilometer onder Goudswaard en telt 110 inwoners.